# Liste der Einträge im National Register of Historic Places im Chambers County (Texas)
Die Liste der Registered Historic Places im Chambers County führt alle Bauwerke und historischen Stätten im texanischen Chambers County auf, die in das National Register of Historic Places aufgenommen wurden.

## Aktuelle Einträge
| Lfd. Nr. | Name im NRHP                      | Bild | Datum der Eintragung | Adresse/Lage                                                                   | Ort         | NRHP-ID  | Beschreibung |
| -------- | --------------------------------- | ---- | -------------------- | ------------------------------------------------------------------------------ | ----------- | -------- | ------------ |
| 1        | Archeological Site 41 CH 110      |      | 14. Juli 1971        | Zum Schutz der historischen Stätte wird die Adresse/Lage nicht bekanntgegeben. | Cove        | 71000924 |              |
| 2        | Chambers County Courthouse        |      | 25. Apr. 2008        | 404 Washington St.                                                             | Anahuac     | 08000339 |              |
| 3        | Chambersea                        |      | 19. Nov. 1979        | Washington and Cummings Sts                                                    | Anahuac     | 79002925 |              |
| 4        | Fort Anahuac                      |      | 1. Juli 1981         | TX 564                                                                         | Anahuac     | 81000626 |              |
| 5        | Old Wallisville Town Site         |      | 30. März 1982        | Zum Schutz der historischen Stätte wird die Adresse/Lage nicht bekanntgegeben. | Wallisville | 82004495 |              |
| 6        | Orcoquisac Archeological District |      | 14. Juli 1971        | Zum Schutz der historischen Stätte wird die Adresse/Lage nicht bekanntgegeben. | Wallisville | 71000925 |              |